# Canal 4 Castilla y León
Canal 4 Castilla y León és un canal privat de televisió de la comunitat autònoma de Castella i Lleó (Espanya). Es tracta del primer canal autonòmic en importància a Castella i Lleó, seguit per darrere de Televisión Castilla y León. Forma part de Promecal, propietària de diaris, agències de comunicació, radi i de Canal 6 Navarra o La Tribuna Televisión.

## Delegacions
La cadena compta amb emissores a Àvila (Canal 4 Àvila), Burgos (Canal 4 Burgos), Lleó (Canal 4 Lleó), Miranda de Ebro (Canal 4 Miranda), Palència (Canal 4 Palència), Ponferrada (Canal 4 Bierzo), Aranda de Duero (Canal 4 Ribera), Salamanca (Canal 4 Salamanca), Sòria (Canal 4 Sòria), Segòvia (Canal 4 Segòvia), Valladolid (Canal 4 Valladolid) i Zamora (Canal 4 Zamora).